# Bedřich Smetana
Bedřich Smetana, Bedrzich Smetana (ur. 2 marca 1824 w Litomyšlu, zm. 12 maja 1884 w Pradze) – czeski kompozytor okresu romantyzmu.

## Życiorys
Smetana od młodości uczył się gry na fortepianie i skrzypcach, grywał również w amatorskim kwartecie smyczkowym, do którego należeli członkowie jego rodziny. Mimo początkowych oporów ze strony ojca, w latach 1840–1843 studiował muzykę w Pradze. Pracował tam jako nauczyciel muzyki, a w 1848 otrzymał pomoc finansową Ferenca Liszta na założenie własnej szkoły.
Języka czeskiego zaczął się uczyć dopiero pod wpływem przemian politycznych i społecznych drugiej połowy XIX stulecia, które obudziły czeski ruch narodowy i wzbudziły w Smetanie uczucia patriotyczne. Wcześniej porozumiewał się głównie w języku niemieckim.
W 1856 Smetana wyjechał do Szwecji, gdzie uczył, prowadził orkiestrę i dawał koncerty kameralne. W 1863, po powrocie do Pragi otworzył po raz drugi szkołę muzyczną, gdzie miała być propagowana głównie muzyka czeska. W 1874 z powodu zapalenia kości stracił słuch, ale nie przestał komponować. W tym okresie skomponował większość poematów symfonicznych z cyklu Moja Ojczyzna (Má vlast, 1872–1879), także Kwartet smyczkowy „Z mojego życia” (z 1876). Oprócz tego napisał Trio fortepianowe i wiele utworów na fortepian solo, w tym polki i tańce czeskie. Do najbardziej znanych jego oper należą Sprzedana narzeczona (Prodaná nevěsta) z 1866, Dalibor i Dwie wdowy (Dvě vdovy) z 1874, Libusza (Libuše) z 1881, Czarcia ściana (Čertova stěna). Autorką librett do szeregu jego oper była Eliška Krásnohorská.
Do międzynarodowej popularności Sprzedanej narzeczonej bardzo przyczynił się Gustav Mahler. Zobaczył tę operę w 1892 roku w Wiedniu i tak mu się spodobała, że 2 lata później wystawił ją w Hamburgu, potem wprowadził do repertuaru Opery Wiedeńskiej, a w 1909 roku do Metropolitan w Nowym Jorku. W Polsce wystawiono ją w roku 1902, potem dopiero w latach 60.
W 1883 jego choroba psychiczna na tyle się nasiliła, że został umieszczony w szpitalu w Pradze, gdzie zmarł w następnym roku. Jego grób znajduje się na Cmentarzu Wyszehradzkim w Pradze.
Smetana jest uważany za pierwszego kompozytora, który komponował muzykę specyficznie czeską w charakterze, jednocześnie wynosząc ją ponad przeciętność. Jego twórczość wywarła duży wpływ na Antonína Dvořáka.

## Wykaz utworów
JB - Katalog tematyczny prac Bedřicha Smetany (Tematický katalog skladeb Bedřicha Smetany) utworzony przez Jiří Berkoveca (Praga, 1999).

### Opery
- Brandenburczycy w Czechach (Braniboři v Čechách), JB 1:87, 1866
- Sprzedana narzeczona (Prodaná nevěsta), JB 1:100, 1866
- Dalibor, JB 1:101, 1868
- Dwie wdowy (Dvě vdovy), JB 1:108, 1874
- Pocałunek (Hubička), JB 1:104, 1876
- Tajemnica (Tajemství), JB 1:110, 1878
- Libusza (Libuše), JB 1:102, 1881
- Czarcia ściana (Čertova stěna), JB 1:122, 1882
- Viola  (niedokończona), JB 2:48, 1874

### Poematy symfoniczne
- Cykl Švédské písně (Napisane podczas pobytu w Göteborgu)
  - Ryszard III (Richard III), JB 1:70, 1857 - 1858
  - Obóz Wallensteina (Valdštýnův tábor), JB 1:72, 1858 - 1859
  - Hakon Jarl, JB 1:79, 1860 - 1861
- Cykl Moja Ojczyzna (Má Vlast), JB 1:112, 1872 - 1879
  - Wyszehrad (Vyšehrad)
  - Wełtawa (Vltava)
  - Sarka (Šarka)
  - Z Czeskich Lasów i Łąk (Z českých luhů a hájů)
  - Tabor (Tábor)
  - Blanik (Blaník)

### Utwory orkiestrowe
- Menuet B-dur, JB 1:10, ok. 1842
- Galopp bajadérek, JB 1:11, ok. 1842
- Uwertura D-dur Velká předehra, JB 1:39, 1848 - 1849
- Symfonia E-dur Triumfálna, JB 1:59, 1853 - 1854
- Uwertura c-moll Doktor Faust, JB 1:85, 1862
- Naszym dziewczynom (Našim děvám), JB 1:86, 1862 - 1863
- Oldřich i Božena (Oldřich a Božena), JB 1:88, 1863
- Pochod k slavnosti Shakespearově, JB 1:90, 1864
- Fanfáry k Shakespearovu dramatu Richard III, JB 1:92, 1867
- Slavnostní předehra k položení základního kamene Národního Divadla, JB 1:95, 1868
- Sąd Libuszy (Libušin soud), JB 1:98, 1869
- Rybak (Rybář), JB 1:97, 1869
- Venkovanka, JB 1:115, 1879
- Praski karnawał (Pražský karneval: Introdukce a polonéza) (niedokończone), JB 1:126, 1882 - 1883

### Muzyka kameralna
- Fantazja na temat czeskiej pieśni ludowej, JB 1:12, 1843
- Trio Fortepianowe, JB 1:64, 1855
- Kwartet smyczkowy nr. 1 Z mého života, JB 1:105, 1876
- Z ojczyzny (Z domoviny), JB 1:118, 1879 - 1880
- Kwartet smyczkowy nr. 2, JB 1:124, 1882 - 1883

### Utwory chóralne
- Jesu meine Freunde, 1846
- Ich hoffe auf den Herrn, 1846
- Lobet den Herrn, 1846
- Heilig ist der Herr Zebaoth, 1846
- Scapulis suis obumbrabit tibi dominus, 1846
- Medtabitur in mandatis tuis, 1846
- Pieśń o wolności (Píseň svobody), JB 1:38, 1848
- Czeska pieśń (Píseň česká), JB 1:78, 1860
- Trzej jeźdźcy (Tři jezdci), JB 1:84, 1862
- Renegat (Odrodilec), JB 1:89, 1863
- Czeska pieśń (Píseň česká), JB 1:96, 1868
- Rolnická, JB 1:94, 1868
- Slavnostní sbor, JB 1:99, 1870
- Píseň na moři, JB 1:106, 1876 - 1877
- Tři ženské sbory, JB 1:109, 1878
- Modlitwa (Modlitba), JB 1:120, 1880
- Wiano (Věno), JB 1:119, 1882
- Dvě hesla, JB 1:123, 1883
- Nasza pieśń (Naše píseň), JB 1:125, 1883

### Utwory fortepianowe
- Kvapík, JB 2:1, 1831 - 1832
- Polka Luizy (Louisina Polka), JB 1:1, 1840
- Jiřinková Polka, JB 1:2, 1840
- Galopp di bravoura, JB 1:3, 1840
- Impromptu es-moll, JB 1:4, 1841
- Impromptu h-moll, JB 1:5, 1841
- Impromptu As-dur, JB 1:6, 1842
- Uwertura c-moll (na 4 ręce), JB 1:7, 1842
- Uwertura A-dur (na 4 ręce), JB 1:8, 1842
- Ze studentského života, JB 1:9, ok. 1842
- Duet Bez słów (Duo beze slov), JB 1:13, ok. 1842
- Kadryl B-dur (Quadrille), JB 1:14, 1843
- Rapsodia As-dur (Skladba bez názvu), JB 2:10, 1843
- Kadryl F-dur (Quadrille), JB 1:16, 1843 - 1844
- Utwór nienazwany (Skladba bez nadpisu), JB 1:15, 1843 - 1844
- Polka Es-dur Vzpomínka na Plzeň, JB 1:17, 1843 - 1844
- Bagatele i Imprompta, JB 1:19, 1844
  - Niewinność (Nevinnost)
  - Zniechęcenie (Sklíčenost)
  - Idylla (Idyla)
  - Pragnienie (Touha)
  - Radość (Radost)
  - Baśń (Pohádka)
  - Miłość (Láska)
  - Niezgoda (Nesvár)
- 5 Walców (Valčíky), JB 1:18, 1844
- Šest lístků do památníku, 1844 - 1862
  - Kateřině Kolářové, JB 1:20
  - Alžbětě Felicii Thunové, JB 1:25
  - Josephini Finkové, JB 1:21
  - Janu Kunzovi, JB 1:22
  - Václavi Ulwerovi, JB 1:23
  - Marii Prokschové, JB 1:81
- Myśl ulotna (Pensée fugitive), JB :, 1845
- Marsz d-moll Pochod válečníků, 1845
- Marsz B-dur Venkovský pochod, 1845
- Marsz E-dur Triumfalní pochod, 1845
- Utwór nienazwany (Skladba bez nadpisu), JB 1:26, 1845
- Sonata fortepianowa g-moll, JB 3:24, 1846
- Polka Es-dur, JB 1:28, 1846
- Etiuda w formie preludia C-dur, JB 3:18, 1846
- Etiuda w formie pieśni a-moll, JB 3:18, 1846
- Wariacje na temat czeskiej pieśni Sil jsem proso, 1846
- 6 preludiów (na 4 ręce), JB 1:30, 1846
- Allegro capriccioso h-moll, JB 1:32, ok. 1847
- Romans B-dur, JB 1:33, ok. 1847
- Charakteristická skladba, JB 1:34, 1847 - 1848
- 6 Charakterystycznych kompozycji (Šest charakteristických skladeb), JB 1:35, 1847 - 1848
  - W lesie (V lese)
  - Rodząca się pasja (Vznikající vášeň)
  - Pasterka (Pastýřka)
  - Pragnienie (Touha)
  - Wojownik (Válečník)
  - Rozpacz (Zoufalství)
- Marsz F-dur Pochod pražské studentské legie, JB 1:36, 1848
- Marsz D-dur Pochod národní gardy, JB 1:37, 1848
- Kaprys g-moll, JB 2:17, 1848
- 3 Polki salonowe, JB 1:60, 1848 - 1854
- Szkice 1 (Črty 1), JB 1:66, 1848 - 1857
  - Preludium
  - Idylla (Idyla)
  - Pamięć (Vzpomínka)
  - Wytrwałość (Vytrvalá snaha)
- Szkice 2 (Črty 2), JB 1:67, 1848 - 1857
  - Scherzo-polka
  - Melancholia (Zádumčivost )
  - Přívětivá krajina
  - Rapsodia (Rhapsodie)
- Sceny weselne (Svatební scény), JB 1:44, 1849
  - Marsz weselny (Svatební průvod)
  - Narzeczeni (Ženich a nevěsta)
  - Uroczystości ślubne: Taniec (Svatební veselí: Tanec)
- Poklad melodií 1, JB 1:48, 1849 - 1850
  - Preludium
  - Capriccio
  - Allegro Vivace
- Poklad melodií 2, JB 1:49, 1849 - 1850
  - Moderato
  - Bez nazwy
  - Toccata
  - Moderato
  - Tempo di marcia
- Šest lístků do památníku, JB 1:51, 1849 - 1850
  - Allegro – Prélude
  - Moderato – Chanson
  - Vivace
  - Allegro comodo
  - Moderato con amina
  - Andante ma non troppo
- Tři lístky do památníku, JB 1:65, 1849 - 1850
  - Robertowi Schumannowi (Robertu Schumannovi)
  - Pieśń wędrowca (Píseň pocestného)
  - Je slyšet sykot, hukot, a svist...
- Rondo dla młodzieży (Rondo pro mládež), JB 1:50, 1850
- Polki z lat pięćdziesiątych (Polky z let padesátých), JB 1:57/55/56/53, 1852 - 1854
- 3 Polki (Tři poetické polky), JB 1:61, 1854
- Andante Es-dur, JB 1:62, ok. 1855
- Cid, JB 2:42, 1857 - 1858
- Ballada e-moll, JB 2:43, 1858
- Vidění na plese, JB 1:71, 1858
- Polka C-dur, JB 1:71, 1858
- Etiuda-scherzo C-dur, JB 1:73, 1858
- Transkrypcja pieśni Der Neugierige z cyklu Piękna młynarka Franza Schuberta (Zvědavý, transkripce písně Franze Schuberta z cyklu Krásná mlynářka), JB 1:69, 1858
- Etiuda koncertowa C-dur, JB 1:73, 1858 - 1859
- Szkice do sceny Makbet i wiedźmy z "Makbeta" Szekspira (Macbeth, skizza ke scéně „Macbeth a čarodějnice“ ze Shakespeara), JB 1:75, 1859
- Bettina Polka, JB 1:74, 1859
- Wspomnienia z Czech w formie polki (Vzpomínky na Čechy ve formě polek), JB 1:76/77, 1859 - 1860
- Etiuda koncertowa gis-moll Na brzegu morza (Na břehu mořském), JB 1:80, 1861
- Fantazje na temat czeskiej pieśni ludowej (Koncertní fantasie na české národní písně), JB 1:83, 1862
- Fantazje na tematy z "Dalibora" (Fantasie na temata z opery Dalibor), 1868
- Polka z opery "Dwie wdowy" (Polka z Dvou vdov), JB :, 186
- Sny (Sny: Šest charakteristických skladeb), JB 1:103, 1874 - 1875
  - Zapomniane szczęście (Zaniklé štěstí)
  - Pocieszenie (Útěcha)
  - W Czechach (V Čechách: Vesnický výjev)
  - W salonie (V salóně)
  - Przed zamkiem (Před hradem)
  - Święto ludowe (Slavnost českých venkovanů/Selská slavnost)
- Czeskie tańce 1: 4 Polki (České tance 1: 4 Polky), JB 1:107, 1877
- Czeskie tańce 2 (České tance 2), JB 1:114, 1879
  - Furiant
  - Kura (Slepička)
  - Owies (Oves)
  - Niedźwiedź (Medvěd)
  - Cebulka (Cibulička)
  - Dupák
  - Ułan (Hulán)
  - Obkročák
  - Sousedská
  - Skočná
- Andante f-moll, JB 1:117, 1880
- Romans g-moll, JB 1:121, 1880
- Bettina Polka, JB 1:74, 1883
- Fugi dwu/trzy/cztero -głosowe

### Pieśni
- Pohled mé dívky, JB 3:25, 1846
- Żegnaj (Sbohem!), JB 3:25, 1846
- Ból rozłąki (Bolest odloučení), JB 1:27, 1846
- Wyzwanie (Vyzvání), JB 1:29, 1846
- Jaro lásky, JB 1:53, 1853
- O Gustawie, mój królu (O Gustave, můj králi), JB 1:93, 1867
- Pieśni wieczorne (Večerní písně), JB 1:116, 1879
  - Któż potrafi grać na złotych strunach? (Kdo v zlaté struny zahrát zná)
  - Nie kamienujcie proroków! (Nakamenujte proroky!)
  - Śniło mi się (Mně zdálo se)
  - Hej, jakaż radość w rundzie (Hej, jaká radost v kole)
  - Ze swych pieśni, tron ci zbudowałem (Z svých písní trůn ti udělám)

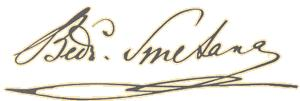
Podpis Smetany
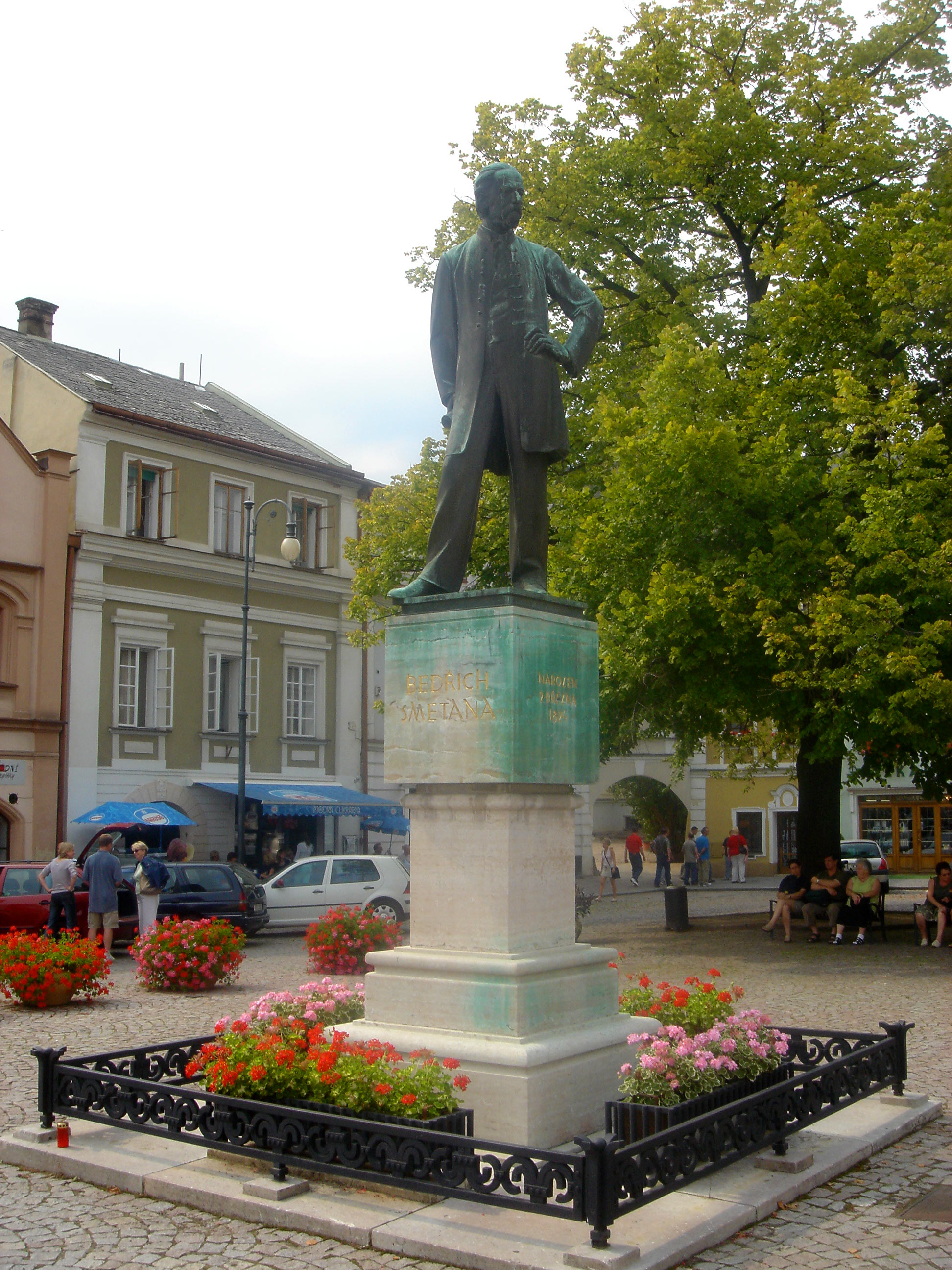
Pomnik Smetany w rodzinnym Litomyślu
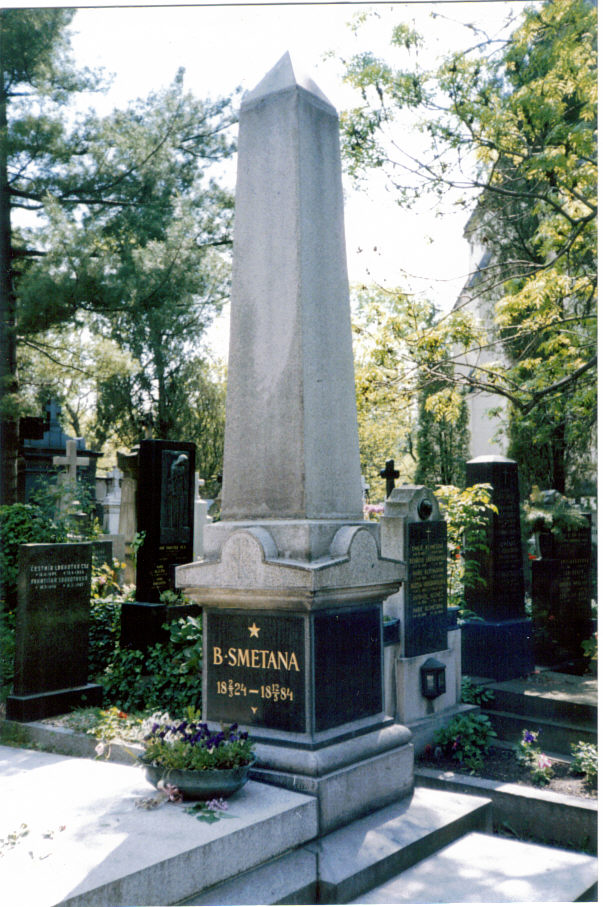
Grób Smetany na Wyszehradzie